# Dilbert
Pour les articles homonymes, voir Dilbert (homonymie).
Dilbert est un comic strip satirique américain qui met en scène le monde de l'entreprise au travers de son personnage principal, Dilbert, un ingénieur informaticien.

Dilbert (nez et lunettes).

Cette bande dessinée, créée par Scott Adams, paraît en syndication dans les journaux à partir du 16 avril 1989. En découlent également plusieurs livres, une série télévisée Dilbert et de nombreux produits dérivés. Puis les journaux cessent de la diffuser fin février 2023 à la suite de propos jugés racistes de l'auteur.

## Le monde de Dilbert
Le succès de Dilbert tient à sa description aiguisée du monde de l'entreprise, dépeint par l'auteur comme un monde bureaucratique kafkaïen. Le chef a le pouvoir mais pas les compétences, et les employés sont compétents mais n'ont aucun pouvoir. Ce monde illustre le principe de Dilbert, version aggravée du principe de Peter, qui s'énonce ainsi : « Les gens les plus incompétents sont systématiquement affectés aux postes où ils risquent de causer le moins de dégâts : ceux de managers. »
Les chefs (le Boss à tête de pioche, sans nom, ainsi que Catbert le DRH) sont despotiques, emploient en permanence un vocabulaire qu'ils ne maîtrisent pas (entre autres le mot « paradigme »), essaient naïvement de le cacher (Boss à tête de pioche) ou ne font cyniquement rien pour le cacher (Catbert). Les conseillers (Dogbert) sont machiavéliques et intéressés. Les collègues de travail sont paresseux (Richard), naïfs (Asok) ou peu coopératifs (Alice). Les stagiaires et vacataires sont exploités sous le regard amusé des employés réguliers. Les prestataires sont très loin et totalement incompétents (les Zalbanais).
Tout employé d'une grande société retrouve avec un amusement mêlé de consternation de nombreux aspects de sa vie de bureau dans la série Dilbert.
L'environnement de Dilbert est l'étroit cadre d'un bureau paysagé à l'américaine, agrémenté de notes de services, de crânes d'œuf stressés ayant perdu tout contact avec la réalité, de lubies de chefs, de projets dérapant totalement, voire pouvant aller jusqu'à menacer sérieusement l'intégrité physique des clients finaux.
L'observation et l'analyse sont si fines qu'on pourrait aller jusqu'à utiliser les dessins de Dilbert pour illustrer de véritables cours de management. C'est d'ailleurs sous cet angle de manuel managérial que se présentent la plupart des albums. De plus, ils sont présentés comme tirés de faits réels, issus d'une vaste correspondance spontanée, envoyés par courriel par de nombreux fans dans le monde.
Le style de Scott Adams est un humour à froid, elliptique, caractérisé par une grande économie de moyens au niveau graphique et des mots. Litotes, sous-entendus et private joke, qui ne font rire que des initiés, sont à la base de cette forme d'humour très spéciale, qui peut être difficile et longue à expliquer à quiconque ne connaît pas bien l'univers du travail de bureau.

## Séries apparentées
Un précurseur moins caustique et plus débonnaire l'avait précédé dans le genre : le dessinateur britannique Frank Dickens et son employé résigné Bristow. Une variante française pittoresque est celle des Cybériens de François Cointe dans Le Monde informatique. Citons également Le Boss de Philippe Bercovici, aussi incompétent qu'un boss dilbertien, même si la technologie y a un rôle plus restreint.
En 2006, Sébastien Gnaedig et Philippe Thirault publient la bande dessinée francophone Une épaisse couche de sentiments dont les héros sont, comme Catbert, de cyniques responsables des ressources humaines et matérielles.

## Accueil critique
D'après Patrick Gaumer, Dilbert constitue « un véritable phénomène de société » qui « révolutionne en douceur le petit monde du comic strip ». En 2009, Dilbert est diffusé dans 65 pays et 25 langues via 2 000 périodiques et les recueils parus s'élèvent à 10 millions d'exemplaires. En France, le journal Libération publie Dilbert depuis le 1er septembre 1997.
En 2023, après qu'Adams ait publié une vidéo contenant des commentaires largement qualifiés de racistes, de nombreux journaux indépendants cessent de publier Dilbert et son distributeur, Andrews McMeel Syndication (qui possède GoComics) l'abandonne également,. Le 13 mars 2023, Adams relance la bande dessinée comme webcomic sur Locals sous le nom de Daily Dilbert Reborn.